# يانيك ميرفي
يانيك ميرفي (بالإنجليزية: Yannick Murphy)‏‏ (1962 - ) روائية من الولايات المتحدة.